# La Vallée (journal)
Pour les articles homonymes, voir La Vallée (homonymie).
La Vallée est un hebdomadaire édité depuis 1985 en Vallée d'Aoste et paraissant tous les samedis.

## Contenu
Selon sa longueur prévue de 64 à 72 pages, il prévoit les rubriques suivantes :
- faits divers (3 pages)
- région (3 pages)
- Aoste (3 pages)
- paroisses (3 pages)
- haute vallée (3 pages)
- Grand-Saint-Bernard (1 page)
- moyenne vallée (3 pages)
- basse vallée (3 pages)
- économie et emploi (1 page)
- santé publique (1 page)
- santé et bien-être (1 page)
- Alpes et alentours (1 page)
- gens de montagne (1 page)
- sports (de 6 à 12 pages)
- dernières (1 ou 2 pages)
- rubriques, souhaits, nécrologies, petites annonces.